# M/S Alfågeln
M/S Alfågeln är en bil- och passagerarfärja för Ålandstrafiken. Den byggdes 1990 på Sigbjørn Iversen Mekaniske Verksted i Flekkefjord i Norge
och levererades till Ålands landskapsregering för att segla för Ålandstrafiken.
M/S Alfågeln har huvudsakligen gått på den norra linjen, mellan Hummelvik, Enklinge, Kumlinge, Lappo och Torsholma på Brändö.